# Вотчал, Борис Евгеньевич
Бори́с Евге́ньевич Во́тчал (9 июня 1895, Киев — 19 сентября 1971, Москва) — советский учёный-терапевт, основоположник клинической фармакологии в России, академик АМН СССР (1969).

## Биография
Родился в семье преподавателей Киевского университета, сын академика Е. Ф. Вотчала.
Окончил медицинский факультет Киевского университета (1918). По его окончании служил в Красной Армии.
В 1922—1924 гг. обучался в ординатуре на кафедре профессора Ф. Г. Яновского в Киеве.
В 1924—1927 гг. работал в клиниках профессоров Л. Брауэра и Г. Шотмюллера в Германии.
С 1930-х годов тесно связан с Центральным институтом усовершенствования врачей (ЦОЛИУВ, ныне Российская медицинская академия непрерывного профессионального образования — РМАНПО). Прошёл там путь от ассистента кафедры терапии до заместителя начальника кафедры военно-полевой терапии (1945—1958) и одновременно с 1952 г. заведующего 2-й кафедрой терапии.
В годы Великой Отечественной войны на фронте: сперва в качестве главного терапевта 59-й армии Волховского фронта, а потом стал главным терапевтом всей Советской Армии.
Б. Е. Вотчал занимался, помимо научной, педагогической и практической врачебной деятельности в ЦОЛИУВ, ещё и работой в редакциях нескольких медицинских журналов, комиссии по клинико-диагностической аппаратуре МЗ СССР, в Фармакологическом комитете МЗ СССР, в бюро отделения клинической медицины АМН СССР, членом которой он был избран в 1969 г. (членкор с 1963). Под его руководством было подготовлено и защищено около 60 докторских и кандидатских диссертаций. В ЦОЛИУВ в конце 1950-х годов организовал первый в СССР курс повышения квалификации "Клиническая фармакология", пользующийся большой популярностью у врачей. Лекции Б.Е. Вотчлала "Введение в клиническую фармакологию" были записаны на виниловый диск фирмой "Мелодия", оцифрованы в 2016 году и доступны на страничке кафедры клинической фармакологии и терапии РМАНПО (https://rmapo.ru/newsall/novosti-sovet-molodezhi/6874-video.html).
Трудами Б. Е. Вотчала, а также его учеников и последователей, была создана и получила дальнейшее развитие клиническая фармакология, — как самостоятельная научная дисциплина, тесно связанная с практической медициной.
Б. Е. Вотчал отчётливо показал различие экспериментальной и клинической фармакологии: клиническая фармакология, основываясь на данных эксперимента, изучает действие тех или иных новых лекарственных средств на организм больного. «При этом должно учитываться не только основное терапевтическое действие лекарства, но и его побочные действия», — говорил Борис Евгеньевич, имея в виду индивидуальную чувствительность больных и ряд других определенных факторов, которые можно учесть только при клиническом наблюдении и индивидуальной оценке эффективности лечения. Индивидуальные различия в действии на организм человека лекарственных препаратов свидетельствуют о невозможности полностью предвидеть и исключить нежелательные эффекты новых лекарств.
Б. Е. Вотчал определил конкретные задачи клинической фармакологии и разработал ряд оригинальных функционально-диагностических методик с использованием аппаратов собственной конструкции: первый отечественный плетизмограф, пневмотахограф.

Изучал вопросы общей методологии клинического исследования действия лекарственных препаратов.
Б. Е. Вотчал внедрил клиническую фармакологию во врачебную практику.
Основные принципы клинической фармакологии на примере наиболее широко применяющихся в те годы лекарственных препаратов (сердечные гликозиды, антикоагулянты, антибактериальные препараты, снотворые и т.д.) были изложены в книге "Очерки по клинической фармакологии" (1962, 1965), которая остается Библией для клинических фармакологов и в настоящее время.
Б. Е. Вотчал видел роль психотерапевтического фактора в лечении больных и полагал, что 60 % эффективности лекарственных препаратов обусловлены именно их психотерапевтическим воздействием. Пытаясь подойти объективно к решению вопроса об эффективности того или иного лекарственного препарата, учёный использовал плацебо.
Похоронен на Новодевичьем кладбище.
Награды и звания

Могила Вотчала на Новодевичьем кладбище Москвы

- Заслуженный деятель науки РСФСР (1966)
- — Орден Отечественной войны II степени
- — Орден Красной Звезды
- — Орден Знак Почёта
- Многие медали, в частности серебряная медаль ВДНХ

## Труды и память
Автор более 250 печатных работ, был автором трудов по:
- клиническому изучению венозного тонуса. По этой теме написана его докторская диссертация (1941).
- клинической фармакологии,
- регионарному кровообращению,
- биомеханике дыхания и патологии органов дыхания:
  - изучению заболеваний легких
  - значению нарушений бронхиальной проходимости в течении бронхитов и патогенезе эмфиземы лёгких.
  - классификации пневмосклероза, эмфиземы легких и лёгочного сердца
- патологии сердечно-сосудистой системы.
- книга «Очерки клинической фармакологии» (1965), 2 изд., М., 1965;

Создатель «капель Вотчала» — микстуры для предупреждения и снятия приступов стенокардии, стетофонендоскопа оригинальной конструкции, пневмотахометра — прибора для измерения объемной скорости вдоха и выдоха.
С 2015 года, каждый год в июне в Москве проводится ежегодная Московская городская конференция по клинической фармакологии и рациональной фармакотерапии "Вотчаловские чтения", организуемые при участии РМАНПО и Департамента здравоохранения г. Москвы.
В июне 2020 года решением Ученого совета РМАНПО кафедре клинической фармакологии и терапии присвоено имя академика Б.Е. Вотчала.

## Цитаты
- «Трусливый врач — это самый страшный врач, потому что он найдёт тысячи возможностей ничего не делать для больного».
- «Поменьше лекарств, только то, что необходимо больному»[3].
- «Каждый не показанный препарат, противопоказан».